# BBC Knowledge
Bản mẫu:Thông tin truyền hình channel
BBC Knowledge là một kênh truyền hình có sẵn ở nhiều quốc gia khác ngoài Vương quốc Anh, trình diễn chương trình giải trí thực tế và phi hư cấu từ BBC và các nhà sản xuất độc lập của Vương quốc Anh.